# Robert Pittenger

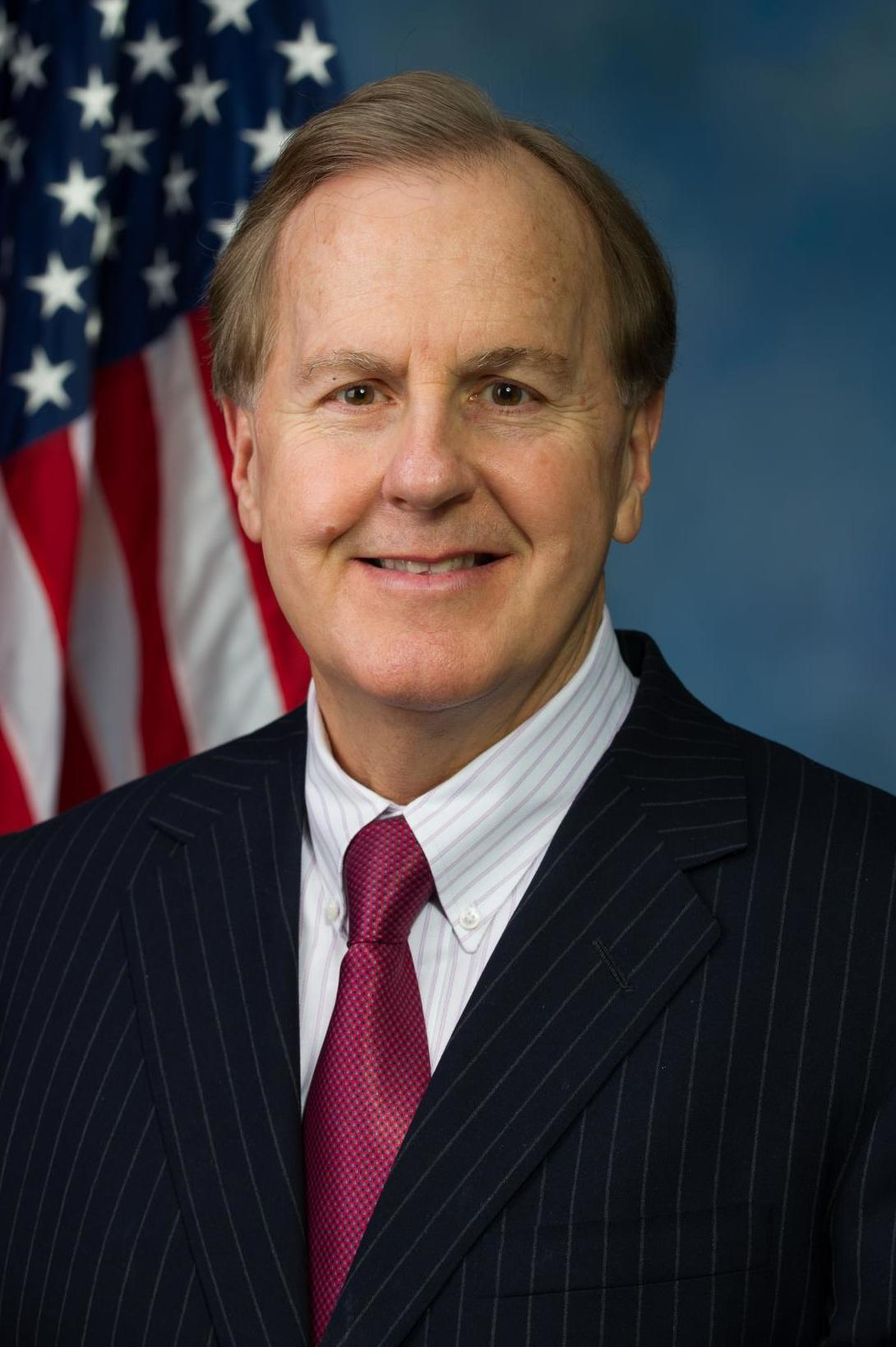
Robert Pittenger (2013)

Robert Pittenger (* 15. August 1948 in Dallas, Texas) ist ein US-amerikanischer Politiker der Republikanischen Partei. Von 2013 bis 2019 vertrat er den Bundesstaat North Carolina im US-Repräsentantenhaus und schied nach seiner Niederlage in der parteiinternen Vorwahl aus dem Kongress aus.

## Werdegang
Robert Pittenger studierte bis 1970 an der University of Texas. Danach arbeitete er bis 1985 für das religiöse Missionswerk  Campus Crusade for Christ International. Im Jahr 1985 zog er nach Charlotte in North Carolina, wo er in der Immobilienbranche tätig wurde.
Zwischen 2003 und 2008 saß Pittenger im Senat von North Carolina. Im Jahr 2008 bewarb er sich erfolglos um das Amt des Vizegouverneurs seines Staates.
Bei der Wahl 2012 wurde Pittenger im neunten Kongresswahlbezirk North Carolinas in das US-Repräsentantenhaus in Washington, D.C. gewählt, wo er am 3. Januar 2013 die Nachfolge der nicht mehr kandidierenden Sue Wilkins Myrick antrat. Bei der Wahl setzte er sich mit knapp 52 Prozent der Wählerstimmen gegen Jennifer Roberts von der Demokratischen Partei durch. Er wurde 2014 und 2016 wiedergewählt, nachdem er 2016 – nach einem Neuzuschnitt der Wahlkreise in einem veränderten Gebiet – bei der Vorwahl der Republikaner den früheren Pastor Mark Harris nur knapp mit 134 Stimmen Vorsprung geschlagen hatte. Bei der Vorwahl im Mai 2018 unterlag er als erster Mandatsinhaber des Wahljahres mit 46 zu 48,5 Prozent der Stimmen wiederum Harris, der als republikanischer Kandidat für den 9. Kongresswahlbezirk des Bundesstaats im November 2018 antrat. Pittengers Mandat endete am 3. Januar 2019. Nachdem Harris die Hauptwahl 2018 knapp gewonnen hatte, wurden Vorwürfe des Wahlbetrugs gegen Mitglieder seiner Kampagne laut, weshalb das Ergebnis nicht zertifiziert wurde und die Wahl mitsamt Vorwahl wiederholt werden musste. Sowohl Pittenger als auch Harris verzichteten aus eine neuerliche Kandidatur. Bei der Nachwahl im September 2019 wurde schließlich der Republikaner Dan Bishop gewählt.

## Belege
1. ↑  Simone Pathé: North Carolina’s Robert Pittenger Is First Incumbent to Lose in 2018. In: Roll Call, 8. Mai 2018.
2. ↑  New election ordered in North Carolina House district after possible illegal activities, 21. Februar 2019, NBC News
3. ↑  The Latest: Pittenger doesn’t plan to run again for old seat (Memento vom 28. Februar 2019 im Internet Archive)
4. ↑  Dan Bishop: Republikaner gewinnen Nachwahl in North Carolina, 11. September 2019, Die Zeit

| Personendaten    | Personendaten               |
| ---------------- | --------------------------- |
| NAME             | Pittenger, Robert           |
| KURZBESCHREIBUNG | US-amerikanischer Politiker |
| GEBURTSDATUM     | 15. August 1948             |
| GEBURTSORT       | Dallas, Texas               |